# Optiektechnieken
De studierichting optiektechnieken wordt georganiseerd in de derde graad (het 5e en 6e jaar dus) van het Technisch secundair onderwijs in Vlaanderen. Ze leidt leerlingen op tot opticien. Afgestudeerden krijgen in de regel meteen een RIZIV-erkenning. Er was lange tijd slechts één school (in Merksem) die de studierichting aanbiedt. Daardoor wordt de richting ook nog gevolgd door leerlingen die reeds een andere richting (soms zelfs ASO) hebben beëindigd. Ook bij Nederlandse studenten is ze daarom in trek. Sedert 2008-2009 wordt de richting ook aangeboden in Brussel en Oostende.
Het is een finaliteitsrichting met een behoorlijk pakket praktijkvakken en stages zodat de leerlingen bij afstuderen meteen aan de slag kunnen, al dan niet na het volgen van het aansluitende 7e spedialisatiejaar "contactologie-optometrie". Enkelen studeren nog verder en starten dan meestal in een aanverwante (professionele) Bachelor, zoals optometrie.